# Őszirózsafélék
Az őszirózsafélék vagy fészkesek (Asteraceae) a fészkesvirágzatúak (Asterales) rendjének névadó családja. A régebbi rendszertanokban a rendbe ezt az egyetlen családot sorolták, a 2009-ben megjelent APG III rendszertanban további 10 családot is mellé rendeltek. Az orchideafélék után a növények legtöbb fajt és a legtöbb nemzetséget számláló családja. Viszonylag fiatal család, az Antarktisz kivételével az egész Földön elterjedt, főleg a mérsékelt övben. Legtöbbjük lágy szárú, csak néhány cserje és fa tartozik ide. A család legfőbb jellemzője a speciális virágzat, a fészek. Mintegy másfél millió éve, a Duna-glaciális idejéből származnak első biztos leleteik.

## Jellemzők
Fészekvirágzatuk (calathidium) virágszerű (pseudanthium): virágai a megrövidülő és ellaposodó virágtengelyen szorosan egymás mellé rendeződnek. Az egész virágzatot murvalevelek, ún. fészekpikkelyek (squamae involucri) veszik körül, és gyakran találunk pikkelyszerű murvaleveleket a virágok tövében is – ezek neve vacokpelyva (palea). Virágaik körönként többé-kevésbé öttagúak. Csészéjük bóbitává (pappus), pikkelyekké vagy koronácskává (coronula) redukálódott. Az egyes virágok pártái sokszor különfélék.
Az aktinomorf, azaz csöves virágok kis, forrt pártájának öt egyforma cimpája van. A nagyobb, ún. nyelves (félszeres vagy sugárzó) virágok szimmetriája zigomorf: három vagy öt cimpájuk van, és ezek kifelé hajlanak. A porzószálak hozzánőttek a párta tövéhez. A portokok portokcsővé (synantherium) nőttek össze. Termőtájuk két termőlevélből alakult, és együregű, alsó állású magházat tartalmaz, egyetlen magkezdeménnyel. Döntő többségüket rovarok porozzák be. Termésük kaszat (achenium).
A parlagfű (Ambrosia) nemzetségben egy, a szerbtövis (Xanthium) nemzetségben két virágra redukálódott a virágzat. Az összes többi nemzetség tányérszerűen kiszélesedett vagy kúpos, kívülről fészekpikkelyekkel borított (involucrum) virágzati tengelyen (vacok) ülő, általában hímnős virágok alkotta virágzattal rendelkezik. A fészkek további csoportosulásai egyéb virágzattípusokat is eredményezhetnek. 
Az egyes virágok lehetnek sugaras szimmetriájú csöves virágok, melyekben a szirmok csőszerű pártává nőttek össze, vagy kétoldali szimmetriájú nyelves virágok, melyekben a szintén összenőtt szirmokból álló párta az egyik oldalra hosszan kinyúlik. Előbbiek a virágzat belsejében (kög), utóbbiak a virágzat szélén találhatók, ezáltal a virágzat egyetlen nagy sugaras szimmetriájú virágot imitál. Az egyes virágok tövében gyakran előfordul a vacokpikkely, ennek megléte, formája fontos határozó bélyeg. A porzó töve a pártához nőtt, a portokok portokcsővé nőttek össze. A bibe a portokcsövön keresztül bújik ki, kitolva a már kiszóródott pollent. Csúcsa ágasan széthajlik, az ágacskák belső oldala fogadja az idegen virágport. Ha az idegenbeporzás esetleg elmarad, az ágacskák visszahajlanak és a beporzás a saját virágporral megy végbe (önbeporzás).

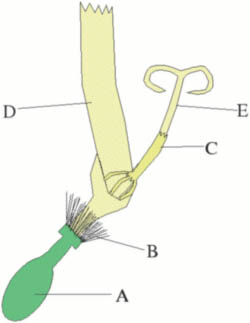
Nyelves virág felépítése: A) magház B) átalakult csésze C) portokcső D) párta E) bibe
Csöves virág felépítése: A) magház B) párta C) portokcső D) bibe

Jellemző anyagcseretermékeik a poliacetilének, a szeszkviterpén-laktonok és az alkaloidok. Tartalék tápanyagaik fruktánok (inulin és rokon vegyületei), amelyeket elsősorban föld alatti szervekben tárolnak. Magvaikban nincs táplálószövet, de a sziklevelek sok olajat és fehérjét raktároznak.

## Rendszerezés

### APG-rendszer
Az Angiosperm Phylogeny Website 11 kládra osztja fel a családot:
Barnadesioideae – Stifftia csoport – Mutisioideae – Gochnatioideae – Hecastocleidoideae – Carduoideae – Pertyoideae – Gymnarrhenoideae – Cichorioideae – Corymbioideae – Asteroideae

### Egyéb rendszerek
A családot hagyományosan két alcsaládra szokták osztani a nyelves és csöves virágok megoszlása és a tejnedv jelenléte alapján:
Csövesvirágúak (Tubuliflorae) – a virágzat közepén csöves, a szélén nyelves vagy csöves virágok vannak. A nyelves virág három cimpájú. Tejnedvük nincs. Az ebbe az alcsaládba tartozó növények között előfordulnak olyan mesterségesen létrehozott fajták, amelyek virágzata csak nyelves virágokból áll (telt virágzat).
Nyelvesvirágúak (Liguliflorae) – a virágzatban csak nyelves virágok vannak, ezek öt cimpájúak. Tejnedvük van.